# Martin Lorentzson
Ne doit pas être confondu avec Martin Lorentzon (entrepreneur).
Martin Lorentzson est un footballeur suédois, né le 21 juillet 1984 à Östertälje en Suède. Il évolue au poste de défenseur latéral droit.

## Biographie
Lorentzson commence sa carrière professionnelle à Norrköping, au sein de l'IK Sleipner, club connu principalement pour s'être adjugé la première Coupe de Suède de football, mais qui est engluée entre la 3e et la 4e division depuis de nombreuses saisons. En 2007, il quitte Sleipner pour rejoindre Assyriska FF, et remporte avec le club de Södertälje le championnat de Division 1 (3e division suédoise). Élément incontournable de l'effectif (56 titularisation sur 2008 et 2009), il truste avec son club les premières places du championnat, disputant même les barrages de promotions en 2009, sans succès malheureusement. 
En fin de contrat fin 2009, il est recruté par l'AIK Solna, auteur du doublé coupe-championnat cette même année, où après une première saison personnelle moyenne (14 matchs disputés, pour 11 titularisations), il s'impose en 2011 comme l'un des piliers de l'équipe, disputant 29 des 30 journées de championnat, à chaque fois dans la peau d'un titulaire.
Le 7 décembre 2015, il rejoint Coventry City
Le 1er août 2016, Martin Lorentzson fait son retour en Suède en s'engageant en faveur de l'Örebro SK.

## Palmarès
Assyriska FF
- Division 1 Norra (1) : 2007